# Зелёная Кобра
«Зелёная Кобра» или «Кобра Верде» (порт. Cobra Verde) — кинофильм режиссёра Вернера Херцога по мотивам книги Брюса Чатвина «Вице-король Виды» (1980).
Приключения главного героя в исполнении Клауса Кински вдохновлены судьбой реального авантюриста Франсиску Феликса ди Созы (ум. 1849).
В советский прокат фильм вышел в 1990 году с одноголосым закадровым переводом киностудии «Ленфильм». Текст читал Иван Краско.

## Сюжет
Действие картины перенесено из первой во вторую половину XIX века, когда бразильская работорговля доживала свои последние дни. Авантюрист Франсишку Мануэл да Силва, работающий на оловянных приисках Бразилии, убив своего обидчика, становится известным бандитом по прозвищу Зелёная Кобра.
Скрываясь от наказания, он попадает в Баию, где, устроившись надсмотрщиком на плантациях дона Октавиу Коутинью, соблазняет трёх его дочерей. Разъярённый хозяин сначала отдает безродного да Силву под суд, но по совету знакомых офицеров, соглашается отправить преступника в Дагомею, на Невольничий берег Африки, на верную смерть, поскольку тамошний безумный король убивает всех белых.
Однако предприимчивому Франсишку удается не только наладить торговлю рабами и восстановить португальскую крепость св. Георгия, но и победить войско вождя, устроив государственный переворот с помощью отряда женщин-воинов.
Честолюбивые планы почивавшего на лаврах Франсишку прерывает известие об отмене в Бразилии рабства (1888) и предательстве со стороны его тамошних компаньонов…

## Производство
Съёмки проводились в Бразилии, Колумбии и Гане. Фильм «Зелёная Кобра» стал последней совместной работой режиссёра Вернера Херцога и актёра Клауса Кински, который умер через 4 года после завершения съёмок. По окончании съемок Кински сказал, что он «сгорел дотла без остатка», полностью выложившись в этом фильме. Кински так повздорил с режиссёром, что решил в дальнейшем снимать фильмы со своим участием самостоятельно. Из-за постоянных оскорблений со стороны Кински из проекта выбыл постоянный оператор Херцога Томас Маух.

## В ролях
- Клаус Кински — Франсиско Мануэль да Силва — Зелёная Кобра
- Кинг Ампав — Тапарика
- Жозе Левгой — Дон Октавио Кутиньо
- Сальватор Базиль — Капитан Фратернидаде
- Петер Берлинг — Бернаби
- Гильермо Коронель — Евклидес
- Нана Агиефи Кваме II — Босса Ахади
- Нана Феду Абодо — Йовоган
- Кофи Йеренкуи — Бакоко
- Квеси Фасе — Канкпе
- Бенито Стефанелли — Педро Висенте
- Карлос Майоло — губернатор Байи

В роли африканского вождя снялся лично Его Королевское Высочество Нана Агиефи Кваме II и его племя.